# J-League de 1998
A J-League de 1998 foi a sexta edição da liga de futebol japonesa profissional J-League. Foi iniciada em março e com término em dezembro de 1998.
O campeonato teve 18 clubes. O Kashima Antlers foi o campeão, sendo o vice Jubilo Iwata.